# Thunderdome
THUNDERDOME – holenderski koncept muzyczny utworzony w 1992 roku przez Irfana van Ewijka, Duncana Stutterheima i Theo Lelie (ID&T). Szczyt popularności tego projektu przypada podobnie jak w przypadku konkurencyjnego Terrordrome na lata 90. Zawiera jedne z najszybszych i najcięższych odmian elektronicznej muzyki tanecznej - głównie hardcore

## Thunderdome CD
Główny cykl składa się z 25 albumów, które wydawane są od 1993. ID&T wydało również wiele edycji jubileuszowych i okolicznościowych pod szyldem Thunderdome.

### Albumy
- Thunderdome - F*ck Mellow, This Is Hardcore from Hell
- Thunderdome I - F*ck Mellow, This Is Hardcore from Hell
- Thunderdome II - Back from Hell-Judgement Day
- Thunderdome III - The Nightmare Is Back
- Thunderdome IV - The Devil's Last Wish
- Thunderdome V - The Fifth Nightmare!
- Thunderdome VI -Hell on Earth
- Thunderdome VII - Injected with Poison
- Thunderdome VIII - The Devil in Disguise
- Thunderdome IX - The Revenge of the Mummy
- Thunderdome X - Sucking Will Be Blood
- Thunderdome XI - The Killing Playground
- Thunderdome XII - Caught in the Web of Death
- Thunderdome XIII - The Jokes on You
- Thunderdome XIV - Death Becomes You
- Thunderdome XV - The Howling Nightmare
- Thunderdome XVI - The Galactic Cyberdeath
- Thunderdome XVII - Messenger of Death
- Thunderdome XVIII - Psycho Silence
- Thunderdome XIX - Cursed by Evil Sickness
- Thunderdome XX
- Thunderdome XXI
- Thunderdome XXII
- Thunderdome (XXIII) - Hardcore Rules the World
- Thunderdome (XXIV) - Past Present Future
- Thunderdome (XXV) - The Fan Edition